# Cribellopora divisopora
Cribellopora divisopora är en mossdjursart som först beskrevs av Campbell Easter Waters 1887.  Cribellopora divisopora ingår i släktet Cribellopora och familjen Lacernidae. Inga underarter finns listade i Catalogue of Life.